# Pilarta
Pilarta is een geslacht van kreeftachtigen uit de klasse van de Malacostraca (hogere kreeftachtigen).

## Soort
- Pilarta anuka Bahir & Yeo, 2007